# Решётка Германа
Решётка Германа (иллюзия решётки) — оптическая иллюзия, впервые описанная немецким физиологом Лудимаром Германом в 1870 году. В классическом варианте иллюзия проявляется в том, что места пересечения линий белой решётки, изображённой на чёрном фоне, воспринимаются как имеющие серые пятна. Серые пятна исчезают, если смотреть непосредственно в область пересечения белых линий.

## Возможные объяснения
Одно из возможных объяснений возникновения иллюзорных серых пятен заключается в особенностях взаимодействия ганглиозных клеток сетчатки. Иллюзия проявляется вследствие эффекта латерального торможения, который максимален в местах пересечения линий решётки. В связи с этим возбуждение рецепторов световым воздействием в этих местах уменьшается, что приводит к восприятию областей пересечения как более темных.
Существуют основания для критики теории латерального торможения. Например, она не может объяснить, почему при наличии решётки, состоящей из волнистых, а не прямых линий, данный эффект пропадает. По другим данным в возникновении иллюзии значимую роль играют простые клетки типа S1 зрительной коры.